# 黎偉略
黎偉略男爵，OBE，PC（1965年9月23日—），英國政治顧問、前英國首相大衛·卡梅倫唐寧街幕僚長。現任英國駐意大利大使。

## 生平
黎偉略曾就讀英國伊頓公學和牛津大學，是卡梅倫的學長，兩人相交近30多年。1988年，加入保守黨研究部。1992年彭定康出任香港總督時，帶同黎偉略來到香港。黎偉略擔任港督彭定康私人助理，並加入中央政策組，為彭定康分析研究中港政治。1997年香港回歸後，在國際社會駐波斯尼亞和黑塞哥維那高級代表辦公室任職。1999年彭定康任歐盟專員時，黎偉略再次追隨彭定康。2002年任國際社會駐波黑高級代表柏迪·阿什當（Paddy Ashdown）的幕僚長。2005年卡梅倫任反對黨領袖時，黎偉略擔任卡梅倫的幕僚長。2010年卡梅倫上台後，任唐寧街幕僚長。2016年至2021年，任英國駐法國大使。2022年，任英國駐意大利大使。